# Jiří Dolejš
Jiří Dolejš (* 24. ledna 1961 Praha) je český politik, v letech 2002 až 2021 poslanec Poslanecké sněmovny PČR, v letech 1994 až 2002 zastupitel Hlavního města Prahy a v letech 2014 až 2018 zastupitel Městské části Praha 6. Po 35 let byl členem KSČM, 20. února 2025 byl ze strany vyloučen.

## Biografie
Je absolventem Národohospodářské fakulty Vysoké školy ekonomické v Praze (1984). Na této škole později po dobu čtyř let vyučoval. Pracoval v Prognostickém ústavu ČSAV (1984–1990) a v Ústavu hospodářské politiky (1991–1992).
Členem KSČ byl od ledna 1989. Po sametové revoluci zůstal členem nástupnické KSČM. V komunálních volbách roku 1994 a komunálních volbách roku 1998 byl zvolen do zastupitelstva hlavního města Prahy za KSČM. V komunálních volbách roku 2002 a komunálních volbách roku 2010 sem kandidoval neúspěšně. Profesně se k roku 1998 uvádí jako ekonom, k roku 2002 coby místopředseda ÚV KSČM.
Ve volbách v roce 2002 byl zvolen do poslanecké sněmovny za KSČM (volební obvod Praha). Byl členem sněmovního rozpočtového výboru. Poslanecký mandát obhájil ve volbách v roce 2006. Stal se místopředsedou rozpočtového výboru. Opětovně byl do sněmovny zvolen ve volbách v roce 2010. Je členem rozpočtového výboru a výboru mandátového a imunitního.
V letech 1993 až 1999 byl zaměstnancem Ústředního výboru KSČM. Od roku 1999 byl místopředsedou ÚV KSČM, na funkci rezignoval v září 2009 na základě skandálu vyvolaného deníkem MF Dnes (viz níže). Působil rovněž coby vedoucí teoreticko-analytického pracoviště ÚV KSČM.
Na přelomu 20. a 21. století se v rámci KSČM stal jedním z představitelů reformního proudu (podobně jako Miloslav Ransdorf), který prosazoval modernější výklad marxismu a byl vstřícnější vůči vstupu Česka do Evropské unie. Na 6. sjezdu KSČM v květnu 2004 bylo toto křídlo ovšem poraženo a Dolejš zůstal jediným zástupcem reformistů v nejvyšším vedení strany. Počátkem roku 2003 patřil v rámci KSČM ke skupině politiků, která podporovala variantu nalezení levicového kandidáta na post prezidenta s tím, že taková dohoda by pak otevřela cestu i k vládní spolupráci ČSSD a KSČM. Většina strany se ale rozhodla podpořit Václava Klause. Jako umírněný komunista se prezentuje i v pozdějších letech. V roce 2011 ostře kritizoval prohlášení Svazu mladých komunistů Československa k smrti Václava Havla a řekl, že je dobře, že se od této mládežnické organizace KSČM distancovala. V roce 2022 pak kritizoval demonstraci na Václavském náměstí, které se účastnili další významní představitelé KSČM včetně předsedkyně strany Kateřiny Konečné a zástupce konzervativního proudu ve straně Josefa Skály, a naopak kladně se vyjádřil k demonstraci Milionu chvilek "Proti nenávisti" o 2 dny později. V rozhovoru pro Právo pak uvedl, že odmítá spolupráci s SPD a dalšími pravicově nacionálními subjekty a nesouhlasí s "ortodoxním" směřováním strany.
V roce 2006 byl napaden a zbit skupinou násilníků, podle Dolejše šlo o politicky motivovaný útok.
Ve volbách do Senátu v roce 2012 kandidoval ve volebním obvodu 23 (Praha 8, Letňany, Čakovice, Ďáblice, Březiněves, Dolní Chabry), a postoupil do druhého kola voleb, kde byl poražen kandidátkou ODS Danielou Filipiovou.
Ve volbách do Poslanecké sněmovny 2013 byl zvolen poslancem za KSČM z prvního místa, když v počtu preferenčních hlasů porazil lídryni kandidátky Martu Semelovou.
Ve stínové vládě KSČM zastával post jejího místopředsedy pro hospodářskou politiku a spravuje resort financí.
V komunálních volbách v roce 2014 kandidoval za KSČM do Zastupitelstva Hlavního města Prahy, ale neuspěl. Stal se však zastupitelem Městské části Praha 6, když se vlivem preferenčních hlasů posunul z původního 6. místa na konečné 2. místo kandidátky (KSČM získala v městské části 3 mandáty). Na IX. sjezdu KSČM v Praze v polovině května 2016 obhájil funkci místopředsedy strany. Pozici zastával do dubna 2018.
Ve volbách do Poslanecké sněmovny PČR v roce 2017 obhájil svůj poslanecký mandát za KSČM v Praze. Získal 4 124 preferenčních hlasů a přeskočil tak lídryni kandidátky Martu Semelovou. V komunálních volbách v roce 2018 kandidoval za KSČM do Zastupitelstva hlavního města Prahy, ale neuspěl. Na Praze 6 již nekandidoval.
Ve volbách do Poslanecké sněmovny PČR v roce 2021 kandidoval na 9. místě kandidátky KSČM v Praze. Zvolen však nebyl, neboť KSČM nepřekročila pětiprocentní hranici nutnou pro vstup do Sněmovny.
K 31. květnu 2023 s ním KSČM rozvázala pracovní poměr. Nebude tak již pro KSČM vypracovávat ekonomické analýzy. Členem strany ale zůstal. V roce 2025 skončil po třiceti letech jako člen Ústředního výboru KSČM a své pražské stranické organizaci oznámil, že na kandidátku hnutí Stačilo! pro volby do Poslanecké sněmovny na podzim 2025 nechce, jelikož s jeho směřováním nesouhlasí. V únoru téhož roku výkonný výbor KSČM ukončil Jiřímu Dolejšovi členství kvůli údajnému porušování stanov a kritice směřování strany a jejích programových cílů, jako bylo vystoupení z NATO či referendum o vystoupení z EU, což mělo odrazovat voliče KSČM. Dolejš připustil kritiku nelevicového a nacionálně populistického směřování předsedy hnutí Stačilo! Daniela Sterzika.

### Úplatkářská aféra
V září 2009 byl spolu s dalším místopředsedou KSČM Čeňkem Milotou tajně nahrán provokatérem deníku MF DNES, který se vydával za majitele sítě heren Jackpot, kdy byl podle interpretace MF DNES ochoten prosazovat změnu zákona o loteriích za úplatek ve výši jednoho milionu korun. Dolejš navíc navrhoval případnému dárci peněz skrytí jeho identity tak, že finance nebyly vykázány jako dar pro KSČM, ale jako inzerce v deníku Haló noviny. Po zveřejnění kauzy Dolejš jakoukoli vinu popíral a trval na své nevině. Vydal prohlášení, v kterém uvedl, že podal u Městského soudu v Praze žalobu na ochranu osobnosti. Dolejš 29. září rezignoval na funkci místopředsedy KSČM, ale odmítl rezignaci na poslaneckou funkci, kterou měl podle ústředního výkonného výboru strany zvážit.
Případ byl prošetřován Policií České republiky, v roce 2010 byl odložen, protože podle prohlášení tiskové mluvčí "Nebyly zjištěny informace, podle kterých by došlo ke spáchání trestného činu.". V roce 2010 Dolejš přistoupil v rámci jím podané žaloby na ochranu osobnosti na mimosoudní vyrovnání s agenturou MAFRA a stáhl požadavek na písemnou omluvu v deníku MF Dnes a na serveru iDNES.cz. Spokojil se se soukromou omluvou adresovanou jemu a ÚV KSČM.

### Kauza poslaneckého asistenta
Jaromír Petelík, poslanecký asistent Jiřího Dolejše, napsal v roce 2012 podle tvrzení Blesku na sociální síti Facebook: „Je čas rozvěšet pravičáky po městech republiky, vyvlastnit násilím všechny podnikatele, do desátého kolena zabavit majetky jejich rodinám...“ Dolejš uvedl, že podobné výroky jsou naprosto nepřijatelné. Tvrzení následně nekriticky převzala další média. Celá kauza byla obratem odhalena jako neumělý podvod.